# Château de La Gataudière
Le château de la Gataudière, situé à Marennes en Charente-Maritime, fut construit en 1749 par François Fresneau de la Gataudière.

## Historique
Au Moyen Âge, la région de Saintonge comprise entre les embouchures de la Charente et de la Seudre répondait au joli nom de « Pays des îles ». Elle se composait, en effet, d'un vaste marais d'où émergeaient, à marée haute surtout, les îles d'Hiers, de Brouage, de Moëze et de Soubise et que bordait la presqu'île de Marennes.
Aujourd'hui, les alluvions de la Charente et de la Seudre ont cimenté cet ensemble, mais on devine encore l'importance stratégique que pouvaient avoir, sur cette presqu'île de Marennes les points fortifiés de Broue et de la Gataudière, qui commandaient toute la région.
Car sur l'emplacement du château de la Gataudière existant aujourd'hui s'érigeait, jadis une maison noble et fortifiée que d'aucuns font remonter au XIIIe siècle et même au XIIe siècle. Ce qui est certain, c'est qu'on le connaissait au XIVe siècle, c'est-à-dire sous la domination anglaise.
Le 26 avril 1367, Guillaume de Ransanne fournit son aveu et dénombrement de la Gataudière, dont il est possesseur, à Simon de Burley, chevalier gentilhomme anglais, seigneur de Broue et de Chessons. La Gataudière relevait donc alors de la forteresse de Broue, « au devoir de sept jours de garde à chaque mouvance de seigneur », et comprenait, en dehors de la vieille bâtisse féodale, « un moulin à vent et des garennes ». Broue, qui sera bientôt le théâtre d'une victoire éclatante de Du Guesclin sur les Anglais (1372), relevait, à son tour, des puissants sires de Pons.
L'avant-dernier propriétaire de l'ancienne Gataudière était un certain François Fresneau de la Ruchauderie, "escuyer, seigneur de la Parée, de Trillou et autres lieux, Conseiller et Secrétaire du Roy auprès de la Cour des aides de Guiennes". En 1700, il avait épousé Anne Regnauld qui lui apportait en dot la Gataudière et pris le titre de seigneur de la Gataudière : de cette union naquit, le 29 septembre 1703, un fils, François.
François Fresneau, 1703-1770, ingénieur du roi -  ce qui correspond à officier du Génie avant la constitution de cette arme. Il séjourna quinze ans à la Guyane, où il reconstruisit les fortifications de Cayenne. Au cours de son séjour à la colonie, ce disciple de Vauban, mathématicien, botaniste et explorateur, devait découvrir en 1747, après quatorze ans de recherches, l'hévéa ou l'arbre à caoutchouc qui, plus tard, le rendra célèbre.
Dès son retour en France, en 1749, Fresneau entreprit de reconstruire sa maison natale. On retrouve dans son œuvre la synthèse de sa vie : d'une part, un amalgame des styles Louis XIV, Régence et Louis XV et, d'autre part, l'empreinte du mathématicien et de l'architecte militaire.
La petite fille de François Fresneau, épousera, en 1794 François de Chasseloup-Laubat, le futur général commandant en chef le Génie de l'armée d'Italie, puis de la Grande Armée : c'est ainsi que la Gataudière devint la propriété de la famille du prince Murat de Chasseloup Laubat, descendant directement par sa mère, Magdeleine de Chasseloup Laubat (1901 -1945), fille aînée du marquis Louis de Chasseloup Laubat (1863-1954), qui épousa en 1923 S.A le prince Achille Murat (1898-1987), arrière petit-fils de Joachim Murat, roi de Naples et des Deux-Siciles, et de son oncle, le marquis François de Chasseloup Laubat (1904-1968).

## Architecture

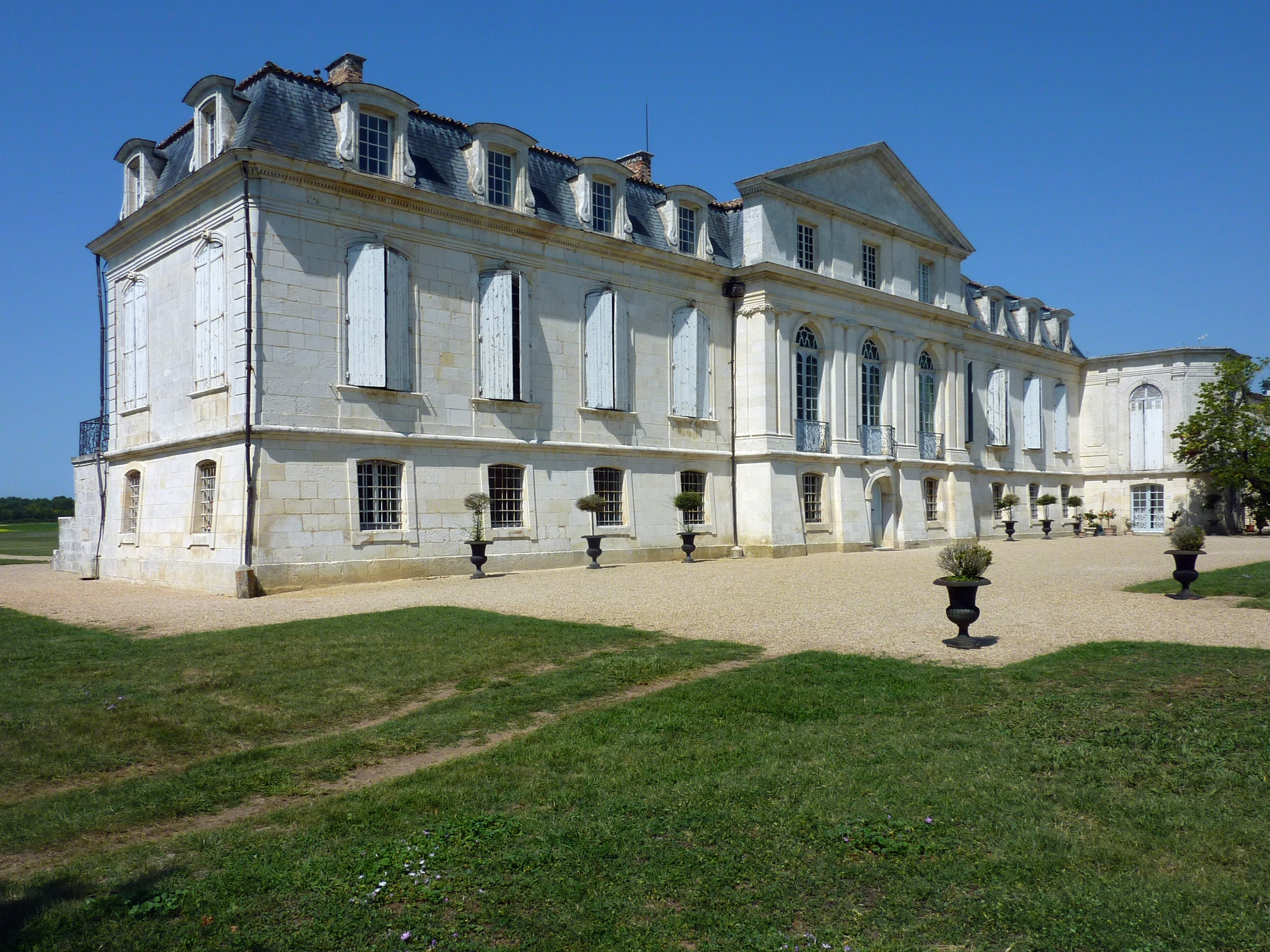
Façade principale du château

C'est un bâtiment en longueur, centré sur un pavillon central de 3 travées orné de pilastres, à fronton triangulaire qui surplombe le reste du logis.
L'ensemble présente une symétrie de 11 travées avec un soubassement de pièces en demi-étage, un étage de hautes fenêtres à partie supérieure en demi-cercle, des ouvertures du 2e étage dans le brisis de la toiture (4 de chaque côté) et dans le fronton (3).
Côté jardin, une terrasse masque le soubassement. Le fronton est sculpté d'un "triomphe de Flore".
Le château et la terrasse sont classés par arrêté du 3 mars 1949.
Le parc et la fontaine Louis XIV sont inscrits monument historique depuis le 20 décembre 1948 et le parc du château de la Gataudière a été inscrit au pré-inventaire des jardins remarquables
Le mobilier du château est d'origine : Louis XIII - Régence - Louis XV. Les boiseries et le salon central en pierre présentent des décors caractéristiques du XVIIIe siècle.

## Le château de la Gataudière aujourd'hui
Le château propose désormais des loisirs et loue des salles de réception : parc  aventure avec accrobranche, paintball, quads, bubble-foot , laser outdoor, karting et extrême catapulte (2018).